# Siedlce (gemeente)
De gemeente Siedlce is een landgemeente in het Poolse woiwodschap Mazovië, in powiat Siedlecki.
De zetel van de gemeente is in Siedlce.
Op 30 juni 2004 telde de gemeente 15 622 inwoners.

## Oppervlakte gegevens
In 2002 bedroeg de totale oppervlakte van gemeente Siedlce 141,54 km², waarvan:
- agrarisch gebied: 78%
- bossen: 10%

De gemeente beslaat 8,83% van de totale oppervlakte van de powiat.

## Demografie
Stand op 30 juni 2004:
| Omschrijving                   | Totaal | Totaal | Vrouwen | Vrouwen | Mannen | Mannen |
| ------------------------------ | ------ | ------ | ------- | ------- | ------ | ------ |
| eenheid                        | aantal | %      | aantal  | %       | aantal | %      |
| inwoners                       | 15 622 | 100    | 7777    | 49,8    | 7845   | 50,2   |
| bevolkingsdichtheid (inw./km²) | 110,4  | 110,4  | 54,9    | 54,9    | 55,4   | 55,4   |

In 2002 bedroeg het gemiddelde inkomen per inwoner 1192,59 zł.

## Plaatsen
Białki, Biel, Błogoszcz, Chodów, Golice, Golice Kolonia, Grabianów, Grubale, Jagodnia, Joachimów, Nowe Iganie, Nowe Opole, Opole Świerczyna, Osiny, Ostrówek, Pruszyn, Pruszynek, Pruszyn-Pieńki, Pustki, Purzec, Rakowiec, Stare Iganie, Stare Opole, Stok Lacki-Folwark, Stok Lacki, Strzała, Topórek, Ujrzanów, Wołyńce, Wołyńce Kolonia, Wólka Leśna, Żabokliki, Żabokliki Kolonia, Żelków Kolonia, Żytnia.

## Aangrenzende gemeenten
Kotuń, Mokobody, Mordy, Siedlce, Skórzec, Suchożebry, Wiśniew, Zbuczyn